# Martin Schmidt (Politiker, 1914)
Martin Schmidt (Reinhold Martin Schmidt; auch Schmidt-Gellersen;) (* 16. Juni 1914 in Gassen; † 30. Juli 2002) war ein deutscher Landwirt, Politiker der SPD und langjähriger Bundestagsabgeordneter.

## Leben
Im Rahmen seiner Ausbildung zum Diplomlandwirt absolvierte Martin Schmidt 1934–1935 ein landwirtschaftliches Praktikum in Skandinavien. Von 1940 bis 1943 war er als landwirtschaftlicher Sachbearbeiter im Forschungsdienst und im Planungsamt für die annektierten Ostgebiete tätig, von 1943 bis 1945 in der Wehrmacht.
In der unmittelbaren Nachkriegszeit war Schmidt von 1945 bis 1949 als Betriebsleiter des von seinem Schwiegervater gepachteten, am Ortseingang von Parensen gelegenen Rittergutes tätig. Im Jahr 1950 übernahm er einen im Familienbesitz befindlichen Hof und bewirtschaftete ihn seitdem, zunächst auf 40 Hektar im Haupterwerb, später auf 30 Hektar als – nach eigener Aussage – „Hobby-Landwirt“.

## Politik
Im Alter von 35 Jahren wurde Martin Schmidt 1949 erstmals in den Deutschen Bundestag gewählt, dem er bis zum Ende der 10. Wahlperiode 1987 angehörte. Fast immer errang er dabei das Direktmandat in einem mit wechselnden Namen (Northeim-Einbeck-Duderstadt, Northeim, Northeim-Osterode) bezeichneten, im geografischen Zuschnitt jedoch nahezu unveränderten Bundestagswahlkreis. Nur 1957 zog er über die niedersächsische Landesliste ins Parlament ein.
Im Mittelpunkt der politischen Tätigkeit Schmidts stand die Agrarpolitik. So war er beispielsweise Präsident des 1956 gegründeten Verbandes Deutsche Bauernschaft – Gesamtverband landwirtschaftlicher Familienbetriebe. Als Agrarexperte der SPD-Bundestagsfraktion setzte er sich einerseits für Subventionierungen deutscher Agrarprodukte ein, andererseits vertrat er die Auffassung, man müsse „der Landwirtschaft mehr Verantwortung am Markt aufbürden [und könne] nicht alles dem Staat und den Bürokraten überlassen.“
Vom 27. Februar 1958 bis zum 29. November 1961 war Schmidt im Doppelmandat Mitglied der aus der Gemeinsamen Versammlung der Europäischen Gemeinschaft für Kohle und Stahl hervorgegangenen Versammlung der Europäischen Gemeinschaften, der Vorläuferin des Europäischen Parlaments.
Im bundesdeutschen Parlament engagierte Martin Schmidt sich agrarpolitisch außerdem im entsprechenden Bundestagsausschuss, dem Ausschuss für Ernährung, Landwirtschaft und Forsten, dessen stellvertretenden Vorsitz er von 1961 bis 1969 innehatte und dessen Vorsitzender er anschließend bis 1987 war.
Am 7. September 1974 gehörte Schmidt neben Ludwig Erhard, Hermann Götz, Gerhard Schröder (alle CDU), Richard Jaeger, Franz Josef Strauß, Richard Stücklen (alle CSU), Erich Mende (FDP, später CDU), Erwin Lange und Herbert Wehner (beide SPD) zu den zehn Abgeordneten, die dem Parlament seit der ersten Bundestagswahl ununterbrochen seit 25 Jahren angehörten. Bei seinem Ausscheiden aus dem Parlament 1987 waren er und Richard Stücklen die einzigen Abgeordneten, die seit 1949, d. h. über 37 Jahre und ca. 5 Monate, ununterbrochen Bundestagsmitglieder gewesen waren.
Damit ist Schmidt-Gellersen nach Wolfgang Schäuble, Stücklen und Heinz Riesenhuber derzeit der Parlamentarier mit der viertlängsten Abgeordnetentätigkeit in der Geschichte des bundesdeutschen Parlaments.

## Weblink
- Literatur von und über Martin Schmidt im Katalog der Deutschen Nationalbibliothek